# Oberea monticola
Oberea monticola är en skalbaggsart som beskrevs av Fisher 1935. Oberea monticola ingår i släktet Oberea och familjen långhorningar. Inga underarter finns listade i Catalogue of Life.